# Littleton (Wirginia Zachodnia)
Littleton – jednostka osadnicza w Stanach Zjednoczonych, w stanie Wirginia Zachodnia, w hrabstwie Wetzel.